# Волшебный локон Ампары
«Волшебный локон Ампа́ры» — роман советского и российского писателя-фантаста Сергея Павлова. Является продолжением известной дилогии писателя «Лунная радуга». Написан в соавторстве с Надеждой Шаровой.
Рабочим названием романа было «Сапфировый Галактион», но под этим названием роман не издавался.

## Издания
Журнал «Уральский следопыт», публикуя рецензию на первую часть романа в 1994 году, писал:
...оставим издателям мучиться над вопросом, каким образом первопубликация может выходить в серии «Золотая полка»?
 Однако это фактическая ошибка: в серии «Золотая полка фантастики» нижегородского издательства «Флокс» роман вышел в 1993 году, а первая публикация состоялась в 1991 году в сборнике-антологии «Ошибка дона Кристобаля» серии «Румбы фантастики» издательства «Молодая гвардия». В обоих изданиях была опубликована только первая часть романа.
Впервые полностью, то есть обе части с эпилогом и словарём терминов, «Волшебный локон Ампары» был опубликован в 1997 году издательством «Эксмо-Пресс» тиражом 10000 экземпляров и в том же году в издательстве «Армада» — с иллюстрациями А. Межевича. Потом роман переиздавался в 2002 году в издательстве «АСТ» и в 2002 году в «Эксмо», каждый раз многотысячными тиражами.

В 1997 году произошёл инцидент, связанный с романом: издательство «Армада» не выполнило своих финансовых обязательств перед автором. В ответ писатель публично заявил: 
Потому что нахлебался непредвиденной пакости... Вообще-то я никогда не молчал — писательское молчание мне не свойственно. Просто решил временно самоустраниться от работы в жанре фантастики. Это была, во-первых, реакция на мрачную нелепость новых отношений государства к собственным же интересам в сферах территориальной целостности, науки, культуры, экономики, демографии, образования, безопасности. И реакция, во-вторых, на нелепость новых правил финансовых расчетов книжных издательств с авторами. Так случилось, что мой роман, о котором Вы говорите, на протяжении девяностых годов был издан трижды — в издательствах «Армада», «Флокс» и «ЭКСМО». Гонорары были мизерные. Особой наглостью отличилась «Армада» — там полностью исказили издательский договор. Роман вышел, но мне практически ничего не заплатили — я получил от издательства что-то вроде плевка на асфальте. Это заставило меня задуматься.

Не хочется плыть в этом чудовищном мутном, а порой и тошнотворно грязном потоке... Из литературы для интеллектуалов фантастика превратилась в литературу для олигофренов... Участвовать в развитии этого процесса считаю для себя делом постыдным.

## Предыстория, мир
Действие происходит спустя несколько столетий после завершившего вторую книгу «Лунной радуги» исхода экзотов из Солнечной Системы. Экзоты освоили сверхсветовое перемещение в пространстве посредством так называемых Серых Дыр («пампагнеров»), начали масштабные космические исследования и нашли несколько землеподобных планет. Первая из них, Новастра, стала новой родиной для потомков экзотов, которые теперь называют себя гражданами Галактики — грагалами. Грагалы сформировали систему воспитания и обучения, обеспечивающую использование унаследованных от предков экзотических возможностей, поставив эти возможности под полный контроль и значительно их расширив.
Когда Землю настигло катастрофическое перенаселение, грагалы обеспечили расселение землян на открытых ими планетах у других звёзд, создав Дигею — космическое сообщество «нормальных» людей, живущих вне Солнечной системы; численность населения Дигеи уже значительно превышает земную. Грагалы взяли на себя обеспечение межзвёздного сообщения, так как только они, благодаря сверхспособностям, могут пилотировать космические корабли при перелётах через гиперпространство.
На Земле воспринимают грагалов как союзников, но союзников, от которых следует ждать подвохов, неведомых трюков и разного рода неприятностей. Пребывание грагалов в Солнечной Системе, а землян на Новастре и других планетах регулирует МАКОД — МАрсианская КОнвенция Двух. Силовая структура с той же аббревиатурой занята охраной грагалов на Земле и контролем их пребывания там. Для посещения Земли грагал обязан пройти сорокадневный карантин на Луне и денатурацию — процедуру, временно блокирующую большинство сверхспособностей. Места посещения и маршруты на Земле согласуются с МАКОДом.
Грагалы считают Землю своей прародиной и, несмотря на сложную процедуру и неприятные ограничения, регулярно посещают её. Для грагала посещение Земли, где практически не встречаются интротомы (люди, способные к восприятию пси-излучений и общению мыслями), является единственным шансом более-менее длительное время находиться в обществе многих людей и активно общаться, не прибегая к пси-защите.
Развитие теоретической физики привело к предсказанию существования «локона возвратного времени» («Локона Ампары») — воздействия на события настоящего из будущего. Открытие привело к активизации философских школ, создавших различные истолкования Локона, от откровенного мистического мракобесия до гуманистически ориентированных учений. В рамках школ Ампары культивируется развитие сверхчувственных умений, многие их адепты являются интротомами и способны, подобно грагалам, к общению мыслями на расстоянии. Объединения адептов этих школ превратились в серьёзную организованную силу, играющую значительную роль в культурной и политической жизни земного человечества, целые территории («экзархаты») на Земле живут под управлением созданных ими структур.
Огромный интерес вызвало открытие грагалами в дальнем космосе артефактов — Зердема (Зеркало Демиурга — внешне пустая область пространства, обладающая экзотическими свойствами) и Планара (материального объекта планетарных масштабов с неестественной топологией). Оба открытия трактуются земными философами как материальные проявления Локона. Интерес к ним этот настолько выплеснулся за рамки чистой философии, что первооткрыватель Зердема, грагал Олу Фад, был убит во время отпуска на Земле.

## Сюжет
Первооткрыватель Планара грагал Кир-Кор (Кирилл Корнеев) прибывает на Землю в обычный отпуск. Но обстоятельства подсказывают Кириллу, что земляне собираются использовать его отпуск для получения сведений о Планаре, разрушив его планы на отдых и визит к любимой женщине. Кир-Кор решается на авантюру: он сходит с предписанного маршрута и скрывается от МАКОДа. Во время побега с ним происходит ренатурация — он обретает подавленные сверхспособности.
МАКОД находит Кир-Кора в течение суток (впрочем, за это время он успевает обзавестись новой возлюбленной), но не арестовывает, а лишь предписывает отправиться в один из экзархатов. По прибытии на Камчатку Кир-Кор и сопровождающий его представитель экзархата подвергаются нападению боевиков ордена пейсмейкеров — адептов одного из орденов Школы Ампары. Только произошедшая во время побега ренатурация позволяет грагалу сохранить свободу, жизнь и спасти сопровождающего.
В Камчатском экзархате собирается Большая экседра — съезд высших представителей всех направлений философской Школы Ампары, созванный специально для объяснения с Кир-Кором по поводу Планара и обсуждения этого открытия в свете идей и принципов Школы. Здесь Кир-Кор узнаёт, что вокруг чисто природных, как он полагал, загадок Зердема и Планара кипят страсти из-за принципиальных противоречий между философами разных ветвей Школы Ампары, и страсти эти настолько накалены, что от дискуссий некоторые участники переходят к террористическим актам с захватом космического оружия. Видимо, целью нападения на Кир-Кора на пути к экзархату было получить от него сведения о Планаре раньше других либо воспрепятствовать широкому оглашению этих сведений. В экзархате на Кирилла снова совершается нападение, а после его неудачи боевики захватывают в заложники Агафона Ледогорова, фундатора (высшего духовного авторитета) Школы Ампары и друга Кир-Кора. Защищая себя и спасая Ледогорова, Кир-Кор совершает немыслимое даже для грагала: одной силой своего гнева телепортирует на Луну верховного пейсмейкера и сращивает тела террористов с телевизионной системой. А после того, как он телепатически демонстрирует участникам Большой экседры свои воспоминания об открытии Планара, те, кто принимал участие в демонстрации, приобретают пси-кинетические способности, резко расширяющие их возможность противостоять любой агрессии. Ледогоров делает окончательный вывод: через Планар происходит воздействие на настоящее из будущего — потомки, насколько это возможно, пытаются помочь предкам и направить их на путь совершенствования общества и избавления от пороков. Окончательно в этом убеждает следующее событие — в экзархате появляется артефакт, дающий возможность заглядывать в ближайшее будущее на срок до ста часов.
Получив сообщение, что исследование Планара, предпринятое его сыном Сибуром и его напарником Мираном, похоже, зашло в тупик и требует его вмешательства, Кир-Кор спешно возвращается домой.